# Râul Slănic, Buzău
Râul Slănic este un curs de apă, afluent al râului Buzău. 

## Hărți
- Harta Județului Buzău